# 펑위안구

펑위안 구의 위치

펑위안구(한국어: 풍원구, 중국어: 豐原區, 병음: Fēngyuán Qū)는 중화민국 타이중시의 시할구이다. 타이중 현 정부의 소재지이다. 넓이는 41.1845km2이고, 인구는 2023년 11월 기준으로 163,945명이다.

## 역사
펑위안 구의 옛 이름은 호로돈(葫蘆墩)이다. 이 지명의 유래는 사료에 의하면, 청대 초기 강희 연간에, 초목이 우거진 황야를 선주민이 '송백(松柏)의 숲'이라는 의미로 태야이돈(泰耶爾墩)으로 불렀고 호로돈은 태야이돈의 음역이라고 한다. 또 다른 설로는 돈각, 하남, 갱유의 3지구에 작은 언덕이 있어, 형상이 호리병박(葫蘆)을 닮아 있던 것에서 명명되었다는 설도 있다. 1684년, 대만에 1부 3현이 설치되었을 때, 펑위안은 제라현에 속하게 되었다.
1733년, 장달경과 안리사 평포족 토관반돈자가 청조에게 이곳의 개간 허가를 획득해, 복건 장주, 천주에서의 이주를 추진해, 이곳에 취락을 형성하기에 이르렀다. 1886년이 되면 호로돈에 아문이 설치되어 펑위안 지구에 처음으로 관이 설치되었다. 이후 상경보 보갑국(연보국)도 호로돈으로 옮겨져 그전까지 지구의 중심이었던 안리대사(岸裡大社)를 대체한 중심지가 되기에 이르렀다. 그 후 순부 유명전이 대만을 방문했을 때, 펑위안의 토지가 비옥하고 물산이 풍부한 것에서 부춘향(富春鄉)으로 명명하였고, 또 수질이 양호하고 미인이 많은 것에서 소소주(小蘇州)로도 불렸다.
일본의 통치가 시작되면서 다이추 현을 설치해 현재의 펑위안, 탄쯔, 다야, 선강, 서커우를 아울러 도요하라 군(豊原郡)을 두어 도요하라의 지명이 탄생했다. 또 호로돈 역이 설치되는 등 펑위안은 타이완 중부의 교통의 요충지가 되었다. 또한 1912년, 타이완 제마 주식회사가 설립되어 난쑹 리 및 톈신 리 일대에 담배와 황마가 재배되고 1915년부터는 바셴 산림에서 재목의 벌채가 시작되면서, 펑위안은 목재의 집적지이자 중요한 가공 거점이 되고, 공업면에서도 많이 발전을 보이게 되어 현재의 경제구조의 기초를 세워졌다.
전후의 1950년 10월 21일, 타이중 현이 설치되어 펑위안은 현 정부 소재지로서 발전했고, 1976년에 시로 승격했다. 2010년 12월 25일, 타이중 현과 타이중 시가 합병하면서 타이중 시 펑위안 구가 되었다.

## 경제
펑위안 구에서 과거 주요 산업이었던 벼농사, 목재, 목재 가공, 옻나무 공예품, 제마 방직, 담배, 제혜 등은 경제구조의 변화로 쇠퇴해, 현재는 기계 산업과 과일 재배가 주를 이룬다.

## 교육
- 국립공중대학

## 관광
- 먀오동(廟東) 야시장
- 후루둔(葫蘆墩) 공원
- 츠지궁(慈濟宮)
- 허우펑 자전거길
- 동펑 자전거길
- 궁라오핑(公老坪)
- 후루둔 문화중심

## 교통
- 타이완 철로관리국 타이중 선
  - 펑위안 역
- 국도 1호선
  - 펑위안IC
- 국도 4호선
  - 허우펑IC
  - 펑스IC

- 성도 3호선

- 성도 10호선
- 성도 13호선
- 둥펑쾌속도로 (2026년 개통 예정)